# Great King Rat
Great King Rat – piosenka z pierwszej płyty angielskiego zespołu Queen - Queen. utwór powstał na początku lat 70., kiedy Freddie przeżywał okres zainteresowania religią. Przy wtórze warczącego gitarowego riffu Briana, bezceremonialnie przerwanego bębnami Rogera, Freddie opowiada ponurą historię zmarłego głównego bohatera, sławiąc bardziej jego śmierć, niż życie. Przesłanie piosenki nie jest jednoznaczne, chociaż można się w nim dosłuchać potępienia religii słowami, że jeśli teraz się nie zbuntujesz, to "niedługo staniesz się Jego uczniem".

Utwór nie pojawił się nigdy na singlu. Był za to grany na koncertach między 1971 a 1975 rokiem oraz odkurzono w 1984 roku na potrzeby tournée "Queen Works!" Znane jest istnienie co najmniej trzech wersji studyjnych tej piosenki – oficjalna, ze słabo nagranymi i zmiksowanymi bębnami; demo nagrana między wrześniem a listopadem 1971 roku w De Lane Lea Studio, z kilkoma improwizowanymi fragmentami instrumentalnymi, usuniętymi z wersji albumowej, trwająca prawie osiem minut; trzecia wersja to nagranie dla BBC z 3 grudnia 1973 roku na brytyjskiej składance "Queen at the Beeb", a w Stanach Zjednoczonych w 1995 roku na "Queen at the BBC".
Rozdział trzeci. W: Georg Purvis: Queen Dzieła zebrane. Warszawa: KAGRA, 2009, s. 163 - 164. ISBN 978-83-87598-37-2.